# Journée des programmeurs

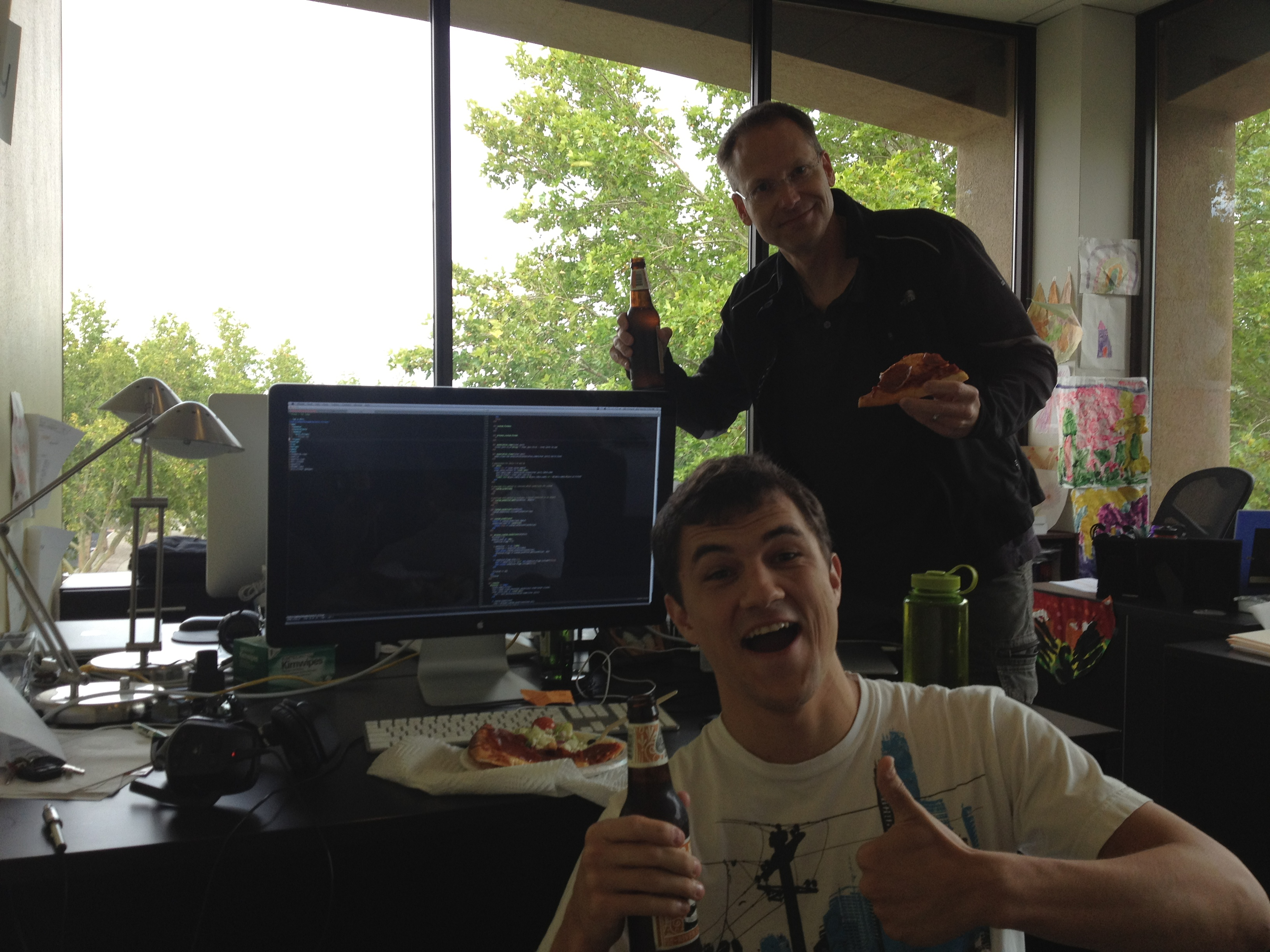
Photographie de la journée des programmeurs à Albuquerque, 2012

La journée des programmeurs est le congé national officiel des programmeurs en Russie. Elle est fêtée le 256e jour de l'année, soit le 13 septembre, sauf les années bissextiles où elle est fêtée le 12,

## Origine
Les puissances de 2 sont connues des programmeurs car elles définissent les tailles limites des valeurs en mémoire. En effet, les valeurs sont codées en bits ; une taille de 8 bits pouvant coder 256 valeurs différentes. Le choix du 256e jour de l'année vient du fait que 256 est la plus grande puissance de 2 inférieure à 365 (nombre de jours dans une année).
Valentin Balt, alors employé de l'entreprise de web design Parallel Technologies, a mené l'adoption de ce 256e jour de l'année comme jour officiel des programmeurs. Dès 2002, il rassembla des signatures afin de présenter une pétition au gouvernement russe.
Le 24 juillet 2009, le ministère russe de la culture et de la communication de masse livra une première version d'un ordre exécutif pour la création d'un tel jour,.
Le 11 septembre 2009, le président de la Russie, Dmitry Medvedev signa le décret, officialisant le 256e jour de l'année comme jour de congé des programmeurs,.

## En Chine
En Chine, la journée des programmeurs est le 24 octobre, jour choisi pour sa représentation mmdd s'écrivant 1024 qui, interprétée en décimal, est également une puissance de 2.